# Ruellia rubra
Espèce
Classification phylogénétique
Synonymes
- Arrhostoxylum rubrum (Aubl.) Nees[Quoi ?][1]

Ruellia rubra est une espèce de plantes à fleurs de la famille des Acanthaceae. C'est une plante herbacée originaire d'Amérique du Sud.

## Description
Ruellia rubra est une herbacée haute de 40 à 75 cm, avec une base décombante et enracinée.
Les tiges ne sont pas ramifiées, mais profondément sillonnées, légèrement pubescentes devenant glabrescentes avec l'âge, densément parsemées de cystolithes courts et cylindriques. 
Le limbe est de taille décroissante vers l'apex, plutôt ferme, glabre, parsemé de cystolithes très visibles à la loupe, à marges ondulées, pubérulent, elliptique, de 10-16 x 3-5 cm, caudé-acuminé à l'apex, aigu ou légèrement atténué à la base, décurrent sur le pétiole long de 2 à 5(6) mm.
La nervure médiane et les 6-8 paires de nervures secondaires sont pubescentes, bien visibles, non connectées aux nervures intermarginales.
L'inflorescence est pédonculée, axillaire ou terminale, alterne ou opposée, presque aussi longue que les feuilles et ramifiée une ou deux fois (dichasium), pubescente glanduleuse.
Les bractées basales sont linéaires et atteignent 2 cm de long (les autres étant plus petites). 
Les fleurs sont denses ou lâches sur des pédoncules à une ou deux ramifications (dichasium), longs de 9 à 13 cm, glabres ou légèrement pubérulents, subquadrangulaires, canaliculés.
Les bractées basales sont linéaires, atteignant jusqu'à 25 × 2,5 mm, glabres à légèrement pubérulentes, avec des cystolithes saillants.
Le pédicelle de la fleur centrale est long de 1-2 mm.
Les bractéoles sont subulées, glabres, mesurant de 1,5-2 x 0,4-0,5 mm, elles ont les marges ciliées.
Les lobes du calice sont verts, linéaires, mesurant 8-9 x 0,5-1 mm, avec des lobes linéaires longs de 8-9 mm, légèrement pubescents glanduleux, trichomes poilus et à bout glanduleux, densément couverts de cystolithes (bien visibles à la loupe).
La corolle est de couleur blanche striée de mauve violacé à bleuâtre longue de 30 à 35 mm.
Le tube est dressé, cylindrique, particulièrement pubescent dans sa partie supérieure sur 15 mm, large de 1 mm à sa base.
La gorge obconique mesure 10-13 x 8-11 mm, avec le limbe sub-érigé, des lobes obovales, glabres, rétus à l'apex, et mesurant 7-8 x 5,5 mm.
Les étamines sont incluses, et insérées juste au-dessus de la partie cylindrique du tube.
Les filets sont légèrement hirtelleux, longs de 3 et 5 mm, les anthères longues de 1,6 mm, avec les connectifs nettement pubescents et glanduleux.
Les grains de pollen mesurent 55 µm de diamètre (45 µm à l'intérieur de la paroi). 
L'ovaire est haut de 2,5 mm, pubérulent-pubescent apprimé, gris à l'apex.
Le style est blanc, rose-violet à l'apex, long de 25(26) mm, légèrement hirtel(l)eux à la base.
Les lobes inférieurs du stigmate sont longs de 1,2 mm.
Le fruit est une capsule pubérulente-pubescente, teintée de rouge à l'apex, claviforme, mesurant 11 x 3-3,5 x 2 mm. 
Le stipe est long de 5 mm.
Les valves, dorsalement sillonnées, contiennent 3 ou 4 graines brun foncé, de 2 mm de diamètre, à marge érodée,.

## Répartition
Ruellia rubra est présente dans les Guyanes (Guyana, Suriname, Guyane) et au Brésil (Amapá, Pará).

## Écologie
Ruellia rubra est commune dans les forêts ombragées, sur les sols sablonneux humides, autour de 160-1 000 m d'altitude ; elle fleurit et fructifie toute l'année sauf aux mois d'octobre et de décembre.
Sa pollinisation a été étudiée,.

## Protologue

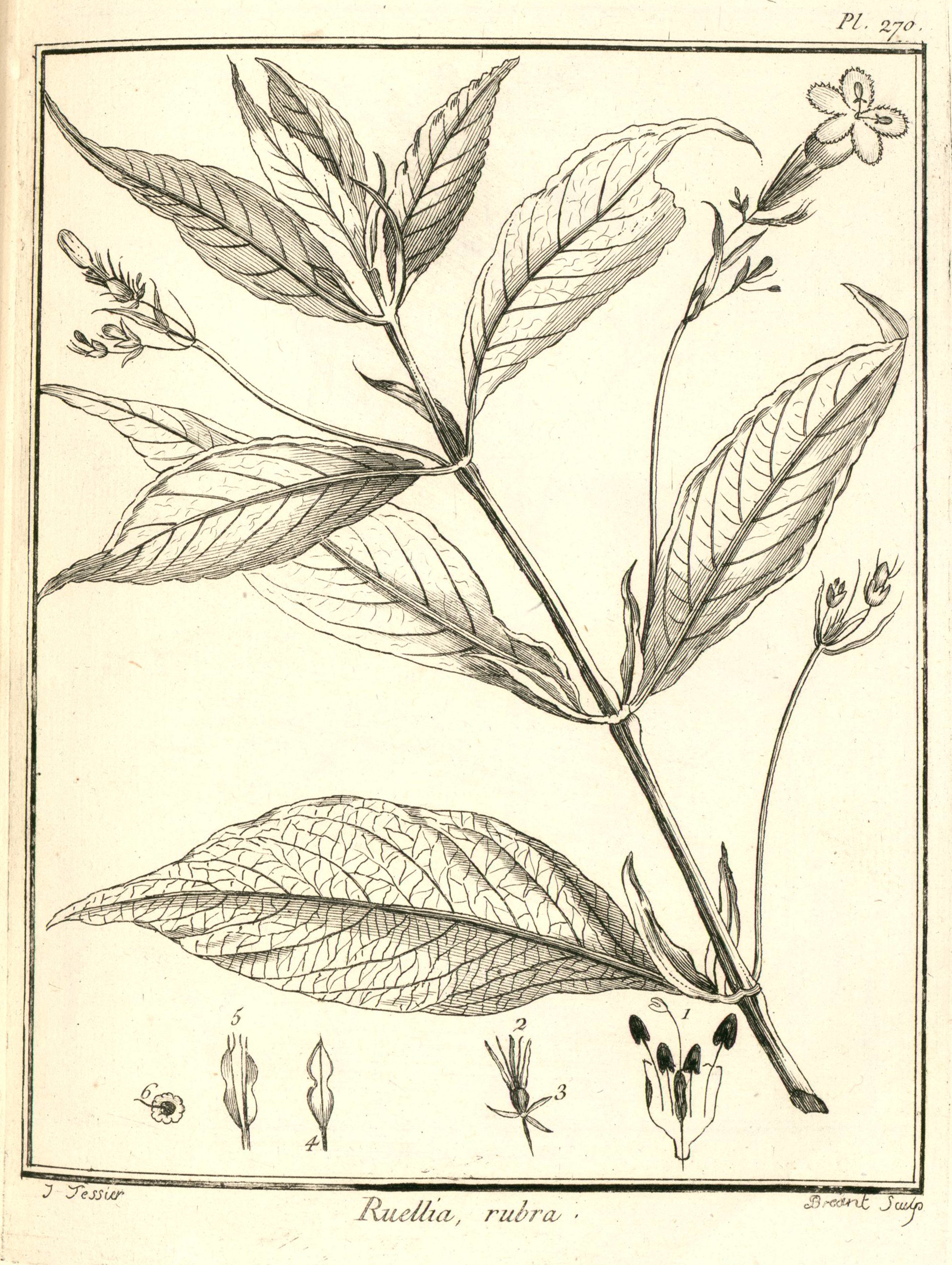
Ruellia rubra : planche 170 accompagnant sa description par Aublet (1775).
L'on a repréſenté de grandeur naturelle les fleurs, le fruit & la ſemence. - 1. Corolle ouverte. Étamines, piſtil. Style. Stigmate. - 2. Calice. - 3. Écailles. - 4. Capſule. - 5. Capſule ouverte à deux loges à quatre valves. - 6. Semence.

En 1775, le botaniste Aublet propose le protologue suivant : 

« RUELLIA (rubra) foliis ovato-oblongis, acutis; pedunculis axillaribus, longis, multifloris. (Tabula 270.)
Planta caules plures, tetragonos, nodoſos, ramoſos, quatuor aut quinque-pedales, e radice emittens. Folia oppoſita, ovato-oblonga, acuta, finuata, glabra, ſeſſilia. Flores corymboſi, alternatim axillares, corymbis longo pedunculo ſuffultis. Calix tribus bracteis ad baſim munitur. Corolla monopetala, rubra, tubuloſa, ventricoſa, limbo quadrifido, lobis inæqualibus, ſubrotundis, patulis, fimbriatis. Stamina ; filamenta quatuor tubo inſerta, duo longiora, duo breviora. Antheræ cuſpidatæ, baſi bifidæ. Piſtillum ; germen oblongum, pedicellatum. Stylus longus. Stigma bilobum. Pericarpium ; capſula pedicellata, ovato-oblonga, compreſſa, acuta 5 utrinque in medio linuata, bilocularis, bivalvis, valvulis ab apice ad baſim longitudinaliter per medium élaſticè dehiſcentibus, diſſepimento valvulis contrario. Semina quatuor, lenticulata, emarginata.
Florebat, fructumque ferebat Maio.
Habitat ad ripam amnis Galibienfis.

LA RUELLE rouge. (planche 270.)
Cette plante pouſſe de ſa racine des tiges hautes de quatre à cinq pieds. Elles ſont droites, noueuſes, branchues, & à quatre angles. À chaque nœud ſont placées deux feuilles oppoſées, & diſpoſées en croix. Elles ſont ſeſſiles, vertes, liſſes, ovales, légèrement dentelées à leurs bords, & terminées par une longue pointe. Les plus grandes ont ſix pouces de longueur, ſur un pouce & demi de largeur.
Les fleurs naiſſent de l'aiſſelle d'une feuille d'un côté à droite, & plus haut de l'autre côte à gauche. Elles ſont portées ſur un pédoncule nud, long de cinq pouces. Il ſe partage enſuite en quelques branches qui ſont attachées d'un ſeul côté à l’aiſſelle d'une foliole ſur laquelle ſont des fleurs ſolitaires.
Le calice eſt d'une ſeule pièce, garni à ſa baſe de trois écailles longues & étroites. Il eſt diviſé profondément en cinq parties grêles & aiguës.
La corolle eſt rouge [cette couleur serait une erreur car aucune corolle à fleurs rouges n'a été observée pour cette espèce], monopétale ; ſon tube eſt étroit par le bas, enſuite il eſt renflé juſqu'à ſon limbe qui ſe partage en cinq lobes inégaux & franges, dont deux ſupérieurs & trois inférieurs intermédiaires. Celui du milieu eſt plus large. La corolle eſt attachée au deſſous du piſtil.
Les étamines ſont au nombre de quatre, dont 3 placées à la paroi interne & moyenne du tube : deux ſont plus longues, & deux plus courtes. Leur filet eſt grêle. Les anthères ſont oblongues, échancrées par le bas, & à deux bourſes.
Le piſtil eſt un ovaire oblong, porte ſur un pivot. Il eſt ſurmonté d'un style, terminé par un stigmate à deux lames.
L'ovaire devient une capsule ovalaire, comprimée, étranglée dans ſon milieu. Elle s'ouvre de la pointe à la baſe en deux & quelquefois en quatre valves ſéparées dans leur longueur en deux loges, par une cloiſon mitoyenne, au bord de laquelle ſont attachées deux ou trois ſemences. Ces semences ſont applaties, bordées d'un petit feuillet membraneux.
L'on a repréſenté de grandeur naturelle les fleurs, le fruit & la ſemence.
Cette plante croît ſur le bord de la crique des Galibis.
Elle étoit en fleur & en fruit dans le mois de Mai. »

— Fusée-Aublet, 1775.